# Jean Rouxel de Bretteville
Pour les articles homonymes, voir Jean Rouxel et Rouxel.
Jean Rouxel, sieur de Bretteville, Joannes Ruxelius en latin, né en 1530 à Caen où il est mort le 5 septembre 1586, est jurisconsulte et poète français.

## Biographie
Il fut professeur royal en éloquence et en philosophie, et ensuite en droit à l'Université de Caen, orateur et poète. Il fut l'ami de Jacques de Cahaignes, qui prononça son oraison funèbre, et celui de Antoine Halley, qui rédigea l'épitaphe gravée sur son tombeau dans l'église du couvent des Jacobins de la ville.

## Publications
- Joannis Ruxelli in Cadomensi Academia Eloquentiae et Philosophiae Professoris Regii Poemata : Hac Secunda Editione in meliorem ordinem digesta, & aucta. Accesseunt eiusdem orationes, quae inueniri portuerunt, Caen, Adam Cavelier, 1636, [32], 319, [1], 8 vol. 18 cm (OCLC 1190997788, lire en ligne).